# Hochei pe gheață la Jocurile Olimpice de iarnă din 2022 - Turneul feminin
Turneul feminin de hochei pe gheață din cadrul Jocurilor Olimpice de Iarnă din 2022 a avut loc între 3 și 17 februarie 2022 la Beijing National Indoor Stadium și Cadillac Arena.

## Format
Cele zece echipe au fost împărțite în două grupe a câte cinci echipe fiecare, în care vor juca fiecare cu fiecare. Toate echipele din Grupa A și primele trei echipe clasate din Grupa B vor trece în sferturile de finală. După faza grupelor va fi utilizat un sistem eliminatoriu.

## Arbitri
La acest turneu au oficiat 12 arbitre și 10 arbitre de linie.
| Referees - Cianna Lieffers - Elizabeth Mantha - Lacey Senuk - Anniina Nurmi - Tijana Haack - Daria Abrosimova - Daria Ermak - Nikoleta Celárová - Maria Furberg - Anna Wiegand - Kelly Cooke - Chelsea Rapin | Linesmen - Julia Kainberger - Alexandra Blair - Justine Todd - Jenni Heikkinen - Lisa Linnek - Anna Hammar - Veronica Lovensnö - Kendall Hanley - Jacqueline Spresser - Sara Strong |

## Etapa preliminară

### Criterii de departajare
În fiecare grupă, echipele vor fi clasate după următoarele criterii:
1. Numărul de puncte (trei puncte pentru o victorie în timpul regulamentar, două puncte pentru o victorie în prelungiri sau la loviturile de departajare, un punct pentru o înfrângere în timpul prelungirilor sau la loviturile de departajare, niciun punct pentru o înfrângere în timpul regulamentar);
2. În cazul în care două echipe sunt la egalitate de puncte, rezultatul meciului direct va determina clasamentul;
3. În cazul în care trei sau patru echipe sunt la egalitate de puncte, se vor aplica următoarele criterii (dacă, după aplicarea unui criteriu, doar două echipe rămân la egalitate, rezultatul meciului lor direct va determina clasamentul lor):
  1. Puncte obținute în meciurile directe între echipele în cauză;
  2. Diferența de goluri în meciurile directe între echipele în cauză;
  3. Numărul de goluri marcate în meciurile directe între echipele în cauză;
  4. Dacă trei echipe rămân la egalitate, rezultatul meciurilor directe dintre fiecare dintre echipele în cauză și cealaltă echipa rămasă din grupă (puncte, golaveraj, goluri marcate);
  5. Locul în clasamentul mondial IIHF 2021.

### Grupa A

#### Meciuri
| 3 februarie 2022 | Elveția  | 1 – 12 | Canada | Beijing National Indoor Stadium |
| 3 februarie 2022 | Finlanda | 2 – 5  | SUA    | Cadillac Arena                  |

| 4 februarie 2022 | COR | 5 – 2 | Elveția | Beijing National Indoor Stadium |

| 5 februarie 2022 | Canada | 11 – 1 | Finlanda | Cadillac Arena |
| 5 februarie 2022 | SUA    | 5 – 0  | COR      | Cadillac Arena |

| 6 februarie 2022 | Elveția | 0 – 8 | SUA | Cadillac Arena |

| 7 februarie 2022 | Canada   | 6 – 1 | COR     | Cadillac Arena                  |
| 7 februarie 2022 | Finlanda | 2 – 3 | Elveția | Beijing National Indoor Stadium |

| 8 februarie 2022 | SUA | 2 – 4 | Canada   | Cadillac Arena                  |
| 8 februarie 2022 | COR | 0 – 5 | Finlanda | Beijing National Indoor Stadium |

### Grupa B

#### Meciuri
| 3 februarie 2022 | China   | 1 – 3 | Cehia  | Cadillac Arena |
| 3 februarie 2022 | Japonia | 3 – 1 | Suedia | Cadillac Arena |

| 4 februarie 2022 | Danemarca | 1 – 3 | China | Cadillac Arena |

| 5 februarie 2022 | Danemarca | 2 – 6 | Japonia | Cadillac Arena                  |
| 5 februarie 2022 | Cehia     | 3 – 1 | Suedia  | Beijing National Indoor Stadium |

| 6 februarie 2022 | China | 2 – 1 (OT) | Japonia | Cadillac Arena |

| 7 februarie 2022 | Danemarca | 3 – 2 | Cehia  | Cadillac Arena |
| 7 februarie 2022 | China     | 1 – 2 | Suedia | Cadillac Arena |

| 8 februarie 2022 | Japonia | 3 – 2 (OT) | Cehia     | Cadillac Arena |
| 8 februarie 2022 | Suedia  | 3 – 1      | Danemarca | Cadillac Arena |

## Etapa eliminatorie

### Schemă
|  | Sferturi de finală | Sferturi de finală |              |    | Semifinale                     | Semifinale                     |  |  | Meciul pentru medalia de aur | Meciul pentru medalia de aur |
|  |                    |                    |              |    |                                |                                |  |  |                              |                              |
|  | 11 februarie       |                    |              |    |                                |                                |  |  |                              |                              |
|  |                    |                    |              |    |                                |                                |  |  |                              |                              |
|  | Canada             | 11                 |              |    |                                |                                |  |  |                              |                              |
|  | Canada             | 11                 | 14 februarie |    |                                |                                |  |  |                              |                              |
|  | Suedia             | 0                  |              |    |                                |                                |  |  |                              |                              |
|  | Suedia             | 0                  | Canada       | 10 |                                |                                |  |  |                              |                              |
|  | 12 februarie       |                    | Canada       | 10 |                                |                                |  |  |                              |                              |
|  |                    | Elveția            | 3            |    |                                |                                |  |  |                              |                              |
|  | COR                | Elveția            | 3            |    |                                |                                |  |  |                              |                              |
|  |                    |                    | 17 februarie |    |                                |                                |  |  |                              |                              |
|  | Elveția            | 4                  |              |    |                                |                                |  |  |                              |                              |
|  | Elveția            | 4                  | Canada       | 3  |                                |                                |  |  |                              |                              |
|  | 11 februarie       |                    | Canada       | 3  |                                |                                |  |  |                              |                              |
|  |                    | SUA                | 2            |    |                                |                                |  |  |                              |                              |
|  | SUA                | SUA                | 2            | 4  |                                |                                |  |  |                              |                              |
|  | SUA                | 14 februarie       |              | 4  |                                |                                |  |  |                              |                              |
|  | Cehia              | 1                  |              |    |                                |                                |  |  |                              |                              |
|  | Cehia              | 1                  | SUA          | 4  |                                |                                |  |  |                              |                              |
|  | 12 februarie       |                    | SUA          | 4  |                                |                                |  |  |                              |                              |
|  |                    | Finlanda           | 1            |    | Meciul pentru medalia de bronz | Meciul pentru medalia de bronz |  |  |                              |                              |
|  | Finlanda           | Finlanda           | 1            | 7  | Meciul pentru medalia de bronz | Meciul pentru medalia de bronz |  |  |                              |                              |
|  | Finlanda           |                    | 16 februarie | 7  |                                |                                |  |  |                              |                              |
|  | Japonia            | 1                  |              |    |                                |                                |  |  |                              |                              |
|  | Japonia            | 1                  | Elveția      | 0  |                                |                                |  |  |                              |                              |
|  |                    |                    |              |    |                                |                                |  |  |                              |                              |
|  | Finlanda           | 4                  |              |    |                                |                                |  |  |                              |                              |
|  | Finlanda           | 4                  |              |    |                                |                                |  |  |                              |                              |

### Sferturi de finală
| 11 februarie 2022 | SUA      | 4 – 1  | Cehia   | Cadillac Arena |
| 11 februarie 2022 | Canada   | 11 – 0 | Suedia  | Cadillac Arena |
| 12 februarie 2022 | COR      | 2 – 4  | Elveția | Cadillac Arena |
| 12 februarie 2022 | Finlanda | 7 – 1  | Japonia | Cadillac Arena |

### Semifinale
| 14 februarie 2022 | Canada | 10 – 3 | Elveția  | Cadillac Arena |
| 14 februarie 2022 | SUA    | 4 – 1  | Finlanda | Cadillac Arena |

### Meciul pentru medalia de bronz
| 16 februarie 2022 | Elveția | 0 – 4 | Finlanda | Cadillac Arena |

### Meciul pentru medalia de aur
| 17 februarie 2022 | Canada | 3 – 2 | SUA | Cadillac Arena |